# Zwerghornschnecken
Die Zwerghornschnecken (Carychiidae) sind eine Familie sehr kleiner, auf dem Land lebender Schnecken aus der Ordnung der Lungenschnecken (Pulmonata). Die derzeit bekannten ca. 45 Arten leben in dauernd feuchten oder ausgesprochen nassen Habitaten, meist in tiefer, ungestörter Laubstreu, in Feuchtwiesen und Sumpfgebieten, in Geröllhalden und in Höhlen. Die Zwerghornschnecken werden wegen ihrer geringen Größe zur nicht-systematischen und recht unscharfen Gruppe der Mikrogastropoden gerechnet. Aufgrund ihrer geringen Größe und versteckten Lebensweise werden derzeit laufend neue Arten und Vorkommen entdeckt.

## Merkmale
Die rechts gewundenen Gehäuse der Vertreter der Familie sind hochkonisch bis spindelförmig und nur wenige Millimeter hoch. Sie sind weißlich bis farblos durchscheinend. Der Mündungsrand ist verdickt und in die Mündung ragen Zähne und Lamellen hinein. Die Tiere sind Zwitter, die Begattung ist zumindest bei einigen Arten einseitig, d. h. ein Tier fungiert als Männchen, ein Tier als Weibchen. Die Eier sind im Vergleich zur Größe der Tiere sehr groß. Es können eine bis mehrere Generationen pro Jahr gebildet werden. Zumindest einige Arten der Gattung Carychium besitzen noch funktionsfähige Augen. Bei der Gattung Zospeum sind die Augen rückgebildet und die Tiere sind blind.

## Geographische Verbreitung, Lebensraum und Lebensweise
Die Verbreitung der Familie ist holarktisch. Vor kurzem erst wurde die Gattung Zospeum auch in Höhlen in Südkorea und Südchina entdeckt.
Die Vertreter der Gattung Carychium kommen in nassen bzw. dauernd feuchten Lebensräumen wie Sümpfen, Feuchtwiesen, Auwäldern und den Uferbereichen von Gewässern vor. Sie leben in der (feuchten) Laubstreu, in Totholz und zwischen Uferpflanzen von der Ebene in Meereshöhe bis in die Gebirge. Die ausnahmslos augenlosen Arten der Gattung Zospeum sind dagegen ausgesprochene Höhlenbewohner oder kommen in Karstspalten vor. Auch sie kommen von Meereshöhe bis in die Gebirge (bis 1850 m) vor.

## Taxonomie und Systematik
Dieses Taxon der Familiengruppe wurde 1830 von John Gwyn Jeffreys als Carychiadae aufgestellt. Bouchet & Rocroi (2005) stellen sie als Unterfamilie zu den Küstenschnecken (Ellobiidae). In neueren Arbeiten wird das Taxon wiederum als Familie innerhalb der Ellobioidea gewertet Nach der neuesten Klassifikation in der MolluscaBase wird es wiederum als Unterfamilie bewertet, während die Fauna Europaea und auch Harzhauser & Neubauer (2018) das Taxon weiterhin als Familie behandeln.
Derzeit werden der Familie nur zwei Gattungen mit ca. 45 Arten zugeordnet:
- Familie Zwerghornschnecken (Carychiidae Jeffrey, 1830)
  - †Carychiopsis Sandberger, 1872[7]
  - Carychiella Strauch, 1977 (auch nur Untergattung von Carychium)
    - Carychiella pessimum (Pilsbry, 1902)[10]
    - Carychiella sibiricum (Gerstfeldt, 1859)[10]

  - Carychium Müller, 1773
    - †Carychium achimszulci Stworzewicz, 1999
    - †Carychium antiquum A. Braun in Walchner, 1851
    - Carychium arboreum Dourson, 2012[1]
    - Carychium belizeense Jochum & Weigand, 2017
    - †Carychium berellense de Laubrière & Carez, 1881
    - †Carychium bermudense Gulick, 1904
    - †Carychium berthae (Halaváts, 1903)
    - Carychium biondii  Paulucci, 1882
    - Carychium clappi Hubricht, 1959
    - †Carychium conforme de Stefani, 1880
    - †Carychium crassum Sacco, 1886
    - †Carychium crossei Denainvilliers, 1875, Miozän[7]
    - †Carychium cylindroides Cossmann, 1913
    - Carychium cymatoplax Pilsbry, 1901
    - Carychium exiguum (Say, 1822)
    - Carychium exile I. Lea, 1842
    - †Carychium fischeri O. Boettger, 1903
    - Carychium floridanum Clapp, 1918
    - †Carychium geisserti Schlickum & Strauch in Schlickum, 1978
    - †Carychium gibbum Sandberger, 1875
    - Carychium hachijoensis Pilsbry, 1902
    - Carychium hardiei Jochum & Weigand, 2017
    - Carychium hellenicum  Bank & Gittenberger, 1985
    - †Carychium hypermeces Cossmann, 1889
    - Carychium ibazoricum Bank & Gittenberger, 1985
    - Carychium indicum Benson, 1849
    - Carychium jardineanum (Chitty, 1853)
    - Carychium lederi O. Boettger, 1880
    - Carychium mariae Paulucci, 1878
    - Carychium mexicanum Pilsbry, 1891
    - †Carychium michaudi (De Boissy, 1848)
    - Bauchige Zwerghornschnecke (Carychium minimum Müller, 1774)
    - †Carychium moenanum Wenz, 1917
    - Carychium nannodes G. H. Clapp, 1905
    - †Carychium nincki Cossmann, 1913
    - Carychium nipponense Pilsbry & Hirase, 1904, Japan
    - Carychium noduliferum Reinhardt, 1877
    - †Carychium nouleti Bourguignat, 1857, Miozän[7]
    - Carychium occidentale Pilsbry, 1891
    - †Carychium pachychilus Sandberger, 1872
    - Carychium paganettii Zimmermann, 1925
    - †Carychium pseudotetrodon Strauch, 1977
    - †Carychium rhenanum Strauch, 1977
    - Carychium riparium Hubricht, 1978
    - †Carychium rufolabiatum de Stefani, 1880
    - †Carychium sandbergeri Handmann, 1887, Sarmatium, Pannonium, Miozän[7]
    - †Carychium schlickumi Strauch, 1977
    - †Carychium sparnacense Deshayes, 1863
    - †Carychium starobogatovi Steklov, 1966
    - †Carychium stworzewiczae Harzhauser & Neubauer, 2018[7]
    - Carychium stygium Call, 1897
    - †Carychium suevicum O. Boettger, 1877
    - †Carychium tetrodon Paladilhe, 1873
    - Carychium thailandicum Burch & Panha, 1998
    - Schlanke Zwerghornschnecke (Carychium tridentatum (Risso, 1826))
    - Carychium zarzaae Jochum & Weigand, 2017

  - Koreozospeum Jochum & Prozorova, 2015
    - Koreozospeum nodongense J.-S. Lee, Prozorova & Jochum, 2015

  - †Protocarychium Pan, 1982
  - Zospeum Bourguignat, 1856
    - Zospeum allegrettii Conci, 1956
    - Zospeum alpestre Freyer, 1855
      - Zospeum alpestre alpestre Freyer, 1855
      - Zospeum alpestre kupitzense A.Stummer, 1984,
      - Zospeum alpestre bolei Slapnik

    - Zospeum amoenum (Frauenfeld, 1856)
    - Zospeum bellesi Gittenberger, 1973
    - Zospeum biscaiense Gómez & Prieto, 1983
    - Zospeum cariadeghense Allegretti, 1944
    - Zospeum exiguum Kuščer, 1932
    - Zospeum frauenfeldii (Freyer, 1855)
      - Zospeum frauenfeldii frauenfeldii (Freyer, 1855)
      - Zospeum frauenfeldii osolei Slapnik, 1994

    - Zospeum galvagnii Conci, 1956
    - Zospeum globosum Kušcer, 1928
    - Zospeum isselianum Pollonera, 1887
    - Zospeum kusceri Wagner, 1912
    - Zospeum lautum (Frauenfeld, 1854)
    - Zospeum likanum Bole, 1960
    - Zospeum obesum (Frauenfeld, 1854)
    - Zospeum percostulatum Alonso, Prieto, Quiñonero-Salgado & Rolán, 2018
    - Zospeum pretneri Bole, 1960
    - Zospeum schaufussi (Frauenfeld, 1862)
    - Höhlen-Zwerghornschnecke (Zospeum spelaeum (Rossmässler, 1839))
      - Zospeum spelaeum spelaeum (Rossmässler, 1839)
      - Zospeum spelaeum schmidtii (Frauenfeld, 1854)

    - Zospeum suarezi Gittenberger, 1980
    - Zospeum subobesum Bole, 1974
    - Zospeum tholussum Weigand, 2013[11]
    - Zospeum trebicianum Stossich, 1899
    - Zospeum turriculatum Allegretti, 1944
    - Zospeum vasconicum Prieto, De Winter, Weigand, Gómez & Jochum, 2015
    - Zospeum zaldivarae Prieto, De Winter, Weigand, Gómez & Jochum, 2015

## Belege